# Нова Толковка (Пачелмський район)
Нова Толко́вка (рос. Новая Толковка) — село у складі Пачелмського району Пензенської області, Росія.
Населення — 491 особа (2010; 561 у 2002).
Національний склад станом на 2002 рік:
- росіяни — 98 %